# Ordinariato militare in Brasile
L'ordinariato militare in Brasile è un ordinariato militare della Chiesa cattolica per il Brasile. È retto dall'arcivescovo Marcony Vinícius Ferreira.

## Territorio
Sede dell'ordinariato militare è la capitale Brasilia, dove si trova la cattedrale di Santa Maria dei Militari Regina della Pace.

## Storia
Il vicariato castrense del Brasile fu eretto il 6 novembre 1950 con il decreto Ad consulendum spirituali della Sacra Congregazione Concistoriale.
Il 21 aprile 1986 il vicariato castrense è stato elevato ad ordinariato militare con la bolla Spirituali militum curae di papa Giovanni Paolo II.

## Cronotassi dei vescovi
Si omettono i periodi di sede vacante non superiori ai 2 anni o non storicamente accertati.
- Jaime de Barros Câmara † (6 novembre 1950 - 9 novembre 1963 dimesso)
- José Newton de Almeida Baptista † (9 novembre 1963 - 31 ottobre 1990 ritirato)
- Geraldo do Espírito Santo Ávila † (31 ottobre 1990 - 14 novembre 2005 deceduto)
- Osvino José Both (7 giugno 2006 - 6 agosto 2014 ritirato)
- Fernando José Monteiro Guimarães, C.SS.R. (6 agosto 2014 - 12 marzo 2022 ritirato)
- Marcony Vinícius Ferreira, dal 12 marzo 2022

## Statistiche
| anno | presbiteri | presbiteri | presbiteri | diaconi | religiosi | religiosi | parrocchie |
| anno | totale     | secolari   | regolari   | diaconi | uomini    | donne     | parrocchie |
| ---- | ---------- | ---------- | ---------- | ------- | --------- | --------- | ---------- |
| 1999 | 145        | 137        | 8          | 5       | 8         |           |            |
| 2000 | 155        | 147        | 8          | 5       | 8         |           |            |
| 2001 | 148        | 140        | 8          | 5       | 8         |           |            |
| 2002 | 143        | 135        | 8          | 5       | 8         |           |            |
| 2003 | 144        | 136        | 8          | 5       | 9         |           |            |
| 2004 | 144        | 136        | 8          | 5       | 8         |           |            |
| 2013 | 145        | 131        | 14         | 47      | 14        | 12        | 169        |
| 2016 | 181        | 164        | 14         | 74      | 14        | 13        | 165        |
| 2019 | 169        | 156        | 13         | 91      | 13        |           | 152        |
| 2021 | 171        | 158        | 13         | 85      | 13        |           | 170        |